# Ærtetræ
Ærtetræ (Caragana) er en slægt med ca. 80 arter, der udbredt i Asien og Østeuropa med centrum på buskstepperne i Centralasien. Det er løvfældende buske eller småtræer med væksten fordelt på langskud og blomsterbærende kortskud. Slægten har ligefinnede blade bestående af små småblade og tornagtige akselblade. De gule blomster sidder enkeltvis eller få sammen. Frugterne er slanke bælge.
| Beskrevne arter |

- Sibirisk ærtetræ (Caragana arborescens)
- Dværgærtetræ (Caragana pygmaea)

| Andre arter |

| - Caragana ambigua - Caragana aurantiacac - Caragana boisii - Caragana brevispina - Caragana bungei - Caragana camilli-schneideri - Caragana decorticans - Caragana densa - Caragana erinacea - Caragana franchetiana - Caragana frutex | - Caragana gerardiana - Caragana grandiflora - Caragana jubata - Caragana korshinskii - Caragana leucophloea - Caragana leveillei - Caragana manshurica - Caragana microphylla - Caragana pleiophylla - Caragana polourensis - Caragana pruinosa | - Caragana roborovskyi - Caragana rosea - Caragana sinica - Caragana spinos - Caragana stenophylla - Caragana tangutica - Caragana tibetica - Caragana tragacanthoides - Caragana turkestanica - Caragana versicolor |